# Ute Pass Express
Ute Pass Express je americký němý film z roku 1902. Režisérem je Harry Buckwalter (1867–1930). Film měl premiéru v listopadu 1902.

## Děj
Film zachycuje trasu linky Ute Pass Express společnosti Colorado Midland Railway nabízející pohled na různá města západně od Colorado Springs do Grand Junction přes Leadville a průsmyk Ute Pass.